# Dismodicus
Dismodicus és un gènere d'aranyes araneomorfes de la subfamília Erigoninae, dins de la família Linyphiidae.
Fou descrit per primera vegada per Eugène Louis Simon l'any 1884.

## Distribució
Es pot trobar a la zona holàrtica.

## Llista d'espècies
Segons The World Spider Catalog 12.0:
- Dismodicus alticeps Chamberlin & Ivie, 1947
- Dismodicus bifrons (Blackwall, 1841) (Espècie tipus)
- Dismodicus decemoculatus (Emerton, 1882)
- Dismodicus elevatus (C. L. Koch, 1838)
- Dismodicus fungiceps Denis, 1944
- Dismodicus modicus Chamberlin & Ivie, 1947